# Kadisz
Kadisz, również Kadysz, Kaddisz (hebr. קדיש – święty; jidysz: Kadesz) – jedna z najważniejszych modlitw w judaizmie, będąca składnikiem wszelkich żydowskich modłów zbiorowych. Jest to doksologia w języku aramejskim, wysławiająca Imię Boże, wyrażająca poddanie się Jego woli oraz wzywająca rychłego nadejścia królestwa Bożego. Często mylnie nazywana modlitwą za zmarłych.
Odmawianie kadiszu wymaga obecności minjanu. Łączy poszczególne części nabożeństwa, a ponadto jest odmawiana przez żałobników. Z zasady poza żałobnikiem kadisz odmawia kantor.
Jego forma zrodziła się w czasach talmudycznych, a końcowa kodyfikacja nastąpiła w XVIII wieku za sprawą Gaona z Wilna, który ustalił, że żaden wers nie może zostać do niej dodany. Początkowo był odmawiany pod koniec kazania bądź czytań, z czasem stał się jedną z głównych modlitw liturgicznych. Podczas niektórych świąt (np. Rosz ha-Szana, Jom Kipur) w śpiewie stosuje się specjalne melodie.

## Rodzaje kadiszu
Istnieją różne typy kadiszu:
1. Checi kadisz (חצי קדיש) – pół-kadisz

Najwcześniejsza forma kadiszu, wywodząca się z czasów Drugiej Świątyni. Element liturgii codziennej, odmawiany po każdej części obrządku przez kantora. Wszystkie inne formy kadiszu rozpoczynają się pół-kadiszem.
2. Kadisz szalem (קדיש שלם) – pełny kadisz

Odmawiany przez kantora na zakończenie nabożeństwa. Jest prośbą do Boga o przyjęcie wszystkich zaniesionych modlitw.
3. Kadisz jatom (קדיש יתום) – kadisz sierocy, zwany też kadiszem żałobnika

Od XV wieku, odmawiany przez syna zmarłego codziennie, przez jedenaście miesięcy po śmierci rodzica, a także w każdą rocznicę jego śmierci. Okres żałoby wiąże się z przekonaniem, że po śmierci dusza niegodziwego podlega oczyszczeniu przez rok, stąd nie odmawia się kadiszu przez dwanaście miesięcy, by nie stwarzać wrażenia, że zmarły był człowiekiem złym. Sama modlitwa nie zawiera nawiązań do śmierci. Sierota odmawia kadisz, aby zaznaczyć, że mimo straty nadal pragnie wielbić Boga. Partie kantora w pół-kadiszu odmawia żałobnik.
4. Kadisz de-rabbanan (קדיש דרבנן) – kadisz rabina

Odmawiany po zakończeniu studiowania danego fragmentu Tory ustnej. Zwyczaj ten wykształcił się w Babilonii. Odmawiany także po zakończeniu przez rabina głoszenia kazania w Szabat.
5. Kadisz Leitchadeta – kadisz odnowienia

Odmawiany przez syna nad grobem rodziców podczas pogrzebu.